# 菊地友弘
菊地友弘（1984年5月6日—），是一位日本男性播報員，目前於北海道電視台（HTB）服務。

## 來歷
- 早稻田大學教育部學際課程法畢業。
- 2009年進入北海道電視台。

## 主持節目

### 現在主持節目
- 第一推薦!（日语：イチオシ!）（第一體育單元、星期四至星期五）
- 第一推薦!Morning（日语：イチオシ!モーニング）（體育主持人、星期六）
- on岡薩多（onコンサドーレ）
- hit.com（日语：hit.com）
- 超級棒球（日语：スーパーベースボール (テレビ朝日系列)）（北海道日本火腿鬥士的札幌巨蛋主場比賽）
- 直到明晨的鬥士（日语：朝までファイターズ）
- 高校野球（地區預選、甲子園應援實況）

## 外部連結
- HTBアナウンサーズ・菊地友弘 （日語）
- きくちャンネル （页面存档备份，存于） - 本人寫真日記 （日語）